# Челедицо (Тренто)
Челедицо је насеље у Италији у округу Тренто, региону Трентино-Јужни Тирол.
Према процени из 2011. у насељу је живело 331 становника. Насеље се налази на надморској висини од 1161 м.